# Sofia Raffaeli
Sofia Raffaeli (Chiaravalle, 19 de enero de 2004) es una deportista italiana que compite en gimnasia rítmica, en la modalidad individual.
Participó en los Juegos Olímpicos de París 2024, obteniendo una medalla de bronce en la prueba individual.
Ganó once medallas en el Campeonato Mundial de Gimnasia Rítmica entre los años 2021 y 2023, y catorce medallas en el Campeonato Europeo de Gimnasia Rítmica entre los años 2022 y 2025.
Además, consiguió tres medallas en los Juegos Mundiales de 2022.

## Palmarés internacional
| Juegos Olímpicos   | Juegos Olímpicos   | Juegos Olímpicos  | Juegos Olímpicos    |
| Año                | Lugar              | Medalla           | Prueba              |
| ------------------ | ------------------ | ----------------- | ------------------- |
| 2024               | París (Francia)    | Medalla de bronce | Individual          |
| Campeonato Mundial |                    |                   |                     |
| Año                | Lugar              | Medalla           | Prueba              |
| 2021               | Kitakyushu (Japón) | Medalla de bronce | Aro                 |
| 2022               | Sofía (Bulgaria)   | Medalla de oro    | Aro                 |
| 2022               | Sofía (Bulgaria)   | Medalla de oro    | Pelota              |
| 2022               | Sofía (Bulgaria)   | Medalla de oro    | Cinta               |
| 2022               | Sofía (Bulgaria)   | Medalla de oro    | Concurso individual |
| 2022               | Sofía (Bulgaria)   | Medalla de oro    | Equipo              |
| 2022               | Sofía (Bulgaria)   | Medalla de bronce | Mazas               |
| 2023               | Valencia (España)  | Medalla de plata  | Concurso individual |
| 2023               | Valencia (España)  | Medalla de plata  | Pelota              |
| 2023               | Valencia (España)  | Medalla de plata  | Aro                 |
| 2023               | Valencia (España)  | Medalla de bronce | Equipo              |
| Campeonato Europeo |                    |                   |                     |
| Año                | Lugar              | Medalla           | Prueba              |
| 2022               | Tel Aviv (Israel)  | Medalla de oro    | Aro                 |
| 2022               | Tel Aviv (Israel)  | Medalla de oro    | Mazas               |
| 2022               | Tel Aviv (Israel)  | Medalla de plata  | Pelota              |
| 2023               | Bakú (Azerbaiyán)  | Medalla de oro    | Pelota              |
| 2023               | Bakú (Azerbaiyán)  | Medalla de oro    | Mazas               |
| 2022               | Tel Aviv (Israel)  | Medalla de plata  | Equipo              |
| 2023               | Bakú (Azerbaiyán)  | Medalla de plata  | Concurso individual |
| 2024               | Budapest (Hungría) | Medalla de oro    | Pelota              |
| 2024               | Budapest (Hungría) | Medalla de plata  | Concurso individual |
| 2024               | Budapest (Hungría) | Medalla de plata  | Cinta               |
| 2024               | Budapest (Hungría) | Medalla de plata  | Equipo              |
| 2025               | Tallin (Estonia)   | Medalla de oro    | Equipo              |
| 2025               | Tallin (Estonia)   | Medalla de plata  | Aro                 |
| 2025               | Tallin (Estonia)   | Medalla de bronce | Mazas               |